# Wolica (Dębica)
Wolica – część miasta Dębicy, dawniej samodzielna wieś. Leży na południowy zachód od centrum miasta, w okolicy ulicy Lwowskiej. Znajdujes się tu zespół dworski.
Dawniej samodzielna wieś i gmina jednostkowa w powiecie ropczyckim, od 1920 w województwie krakowskim. W 1921 roku liczyła 414 mieszkańców.
1 kwietnia 1927 Wolicę włączono do Dębicy, a gminę Wolica rozwiązano formalnie 20 lipca 1927.